# Dubina (Ostrava)

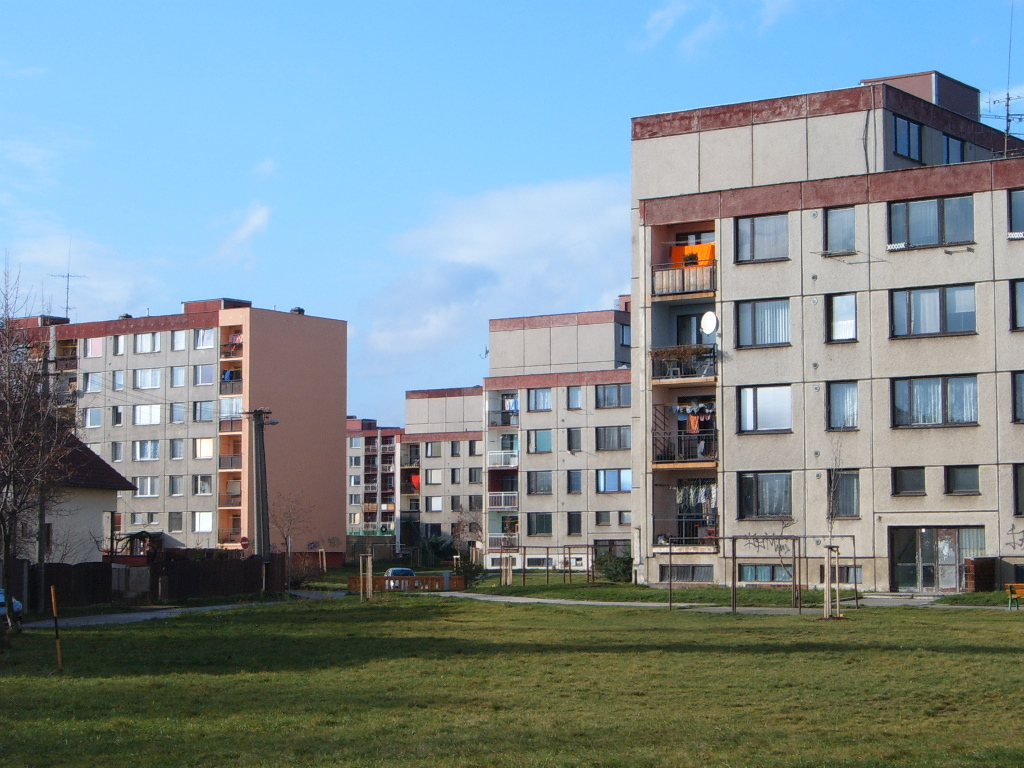
Sídliště Dubina

Dubina je částí ostravského městského obvodu Ostrava-Jih, na kterém stojí sídliště s převládající panelovou zástavbou. Část Dubina se rozkládá na části katastrálního území Dubina u Ostravy. Na sídlišti žije přibližně 5,6 % obyvatel Ostravy (celkový počet obyvatel Ostravy v roce 2007 byl cca 312 000). Dubina vznikla 1. ledna 1984 jako nová část tehdejšího městského obvodu Ostrava 3. Její území bylo vyčleněno z katastrů Staré Bělé, Nové Bělé, Hrabové a Hrabůvky. Plošná rozloha je 1 298 499 m2.